# 以弗所
以弗所（希臘語：Ἔφεσος）又譯厄弗所、艾菲索斯或愛菲索斯，是古希腊人在小亚细亚建立的一个大城市，位于加斯他河注入爱琴海的河口（今天属于土耳其）。最初由雅典殖民者建立。傳說圣母玛利亚终老于此。今日以弗所城的废墟已是土耳其一个著名的旅游点，土耳其更特别为遊客开辟从库萨达斯港出發的游船航线。

## 歷史

### 古代
许多人相信赫梯文献的记载，以弗所就是阿尔萨瓦王国的首都Apasa（Abasa）。在该遗址的挖掘过程中发现了很多迈锡尼的陶器。根据保萨尼阿斯（4.31.8）和世界七大奇迹之说，亚底米神庙是古代世界最大的建筑，亚底米神庙里供奉着被希腊人称作阿耳忒弥斯的“以弗所女神”。亚底米神庙现在只能找到很少的遗迹。
从罗马共和国开始，以弗所就是亚细亚省（小亚细亚西部）的省会，被誉为"亚洲第一个和最大的大都会。" 它以亚底米神庙（女神狄安娜的首要神龛）、图书馆和戏院著称。戏院能容纳25,000观众。这里如同所有古代戏院，是露天的；主要用来演出戏剧，在罗马晚期角斗士表演还在戏院里举行。以弗所的人口拥有40万到50万居民，最繁榮的時期維持了約100年，是当时最大的城市之一。以弗所在罗马统治下还建造了几个不同的大浴室。
以弗所是早期基督教的一个重要中心。使徒保罗曾以此为传道的基地。他激怒了这里靠亚底米神庙谋生的银匠（《使徒行传》19:23–41），从以弗所写《哥林多前书》。后来，有人假托保罗的名义写了《以弗所书》。
《天主教百科全书》记载，“使徒约翰1世纪90年代住在小亚细亚，从以弗所带领该省的众教会...圖密善死后使徒回到以弗所度过图拉真统治时期，100年在以弗所以高龄去世”。以弗所教会是《启示录》提到的亚西亚的七个教会之一（2:1–7）。
还有一封2世纪早期，安提阿的伊格那丟写给以弗所人的信，开头说，"伊格那丟，又名提阿甫若，给亚洲的以弗所教会，值得极大的喜乐，在父神的伟大和丰富里蒙祝福，在创世以前被预定，将要一直在不朽的和不能改变的荣耀里"（《以弗所书》）。
圣母玛利亚故居离塞尔丘克7公里，天主教認為以弗所的此地，乃是耶穌之母圣母馬利亚最后的家。傳說她因猶太人迫害而逃離巴勒斯坦，最後使徒約翰遵守對耶穌之承諾，將馬利亞迎接至小亞細亞此地奉養，最後她平安終老於此，再未回巴勒斯坦的故鄉。如今本地也是一个十分流行的朝圣地，和土耳其著名的旅游景点。
431年，東羅馬帝國皇帝狄奥多西二世在此召开的以弗所公會議，谴责聂斯脱里为异端。
以弗所的罗马港都，在6世纪因港口完全被注入爱琴海的泥沙淤满，失去出海口後因經濟受創而被放弃。

### 现代

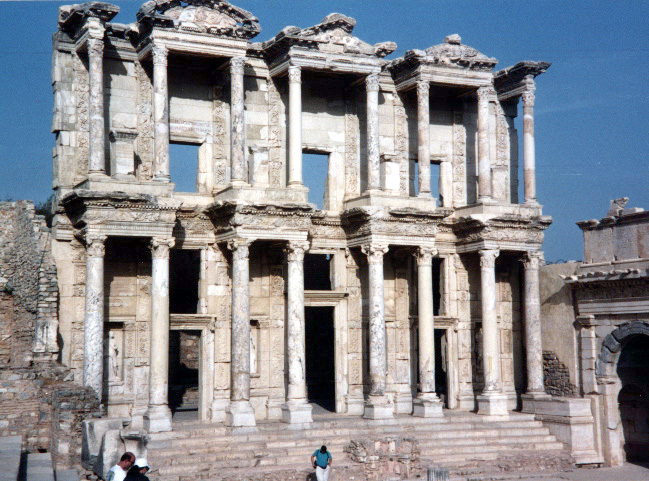
罗马学者早晨在塞尔苏斯图书馆研究

这个曾经著名的城市，今天一部分成了土耳其小镇塞尔丘克，那里还坐落着圣约翰教堂，位于土耳其第三大城市伊兹密尔南边大约50公里的地方。
这是一个大型的遗址至今只挖掘了一部分。已经挖掘出的那部分向我们展现了该城原来的繁华。戏院非常之大，是通向海港的海港街道的主要景观。
塞尔苏斯图书馆已经根据原来的造型仔细地重建。该图书馆是一个罗马人为纪念他父亲而建的壮观建筑。该建筑面向东方，使阅览室可以充分利用早晨的光线。有一个地下通道可以从图书馆通向旁边的一幢被认为是酒吧或妓院的建筑。
很不幸，亚底米神庙，世界七大奇迹之一，只留下一些圆柱。1869年大英博物馆出资的调查队发现了神庙遗址，并将神庙出土的大部分艺术品盜走，今天收藏在大英博物馆。 
土耳其每年一度的骆驼摔跤冠军赛每年冬天在古代以弗所的竞技场举行。

## 當地景觀

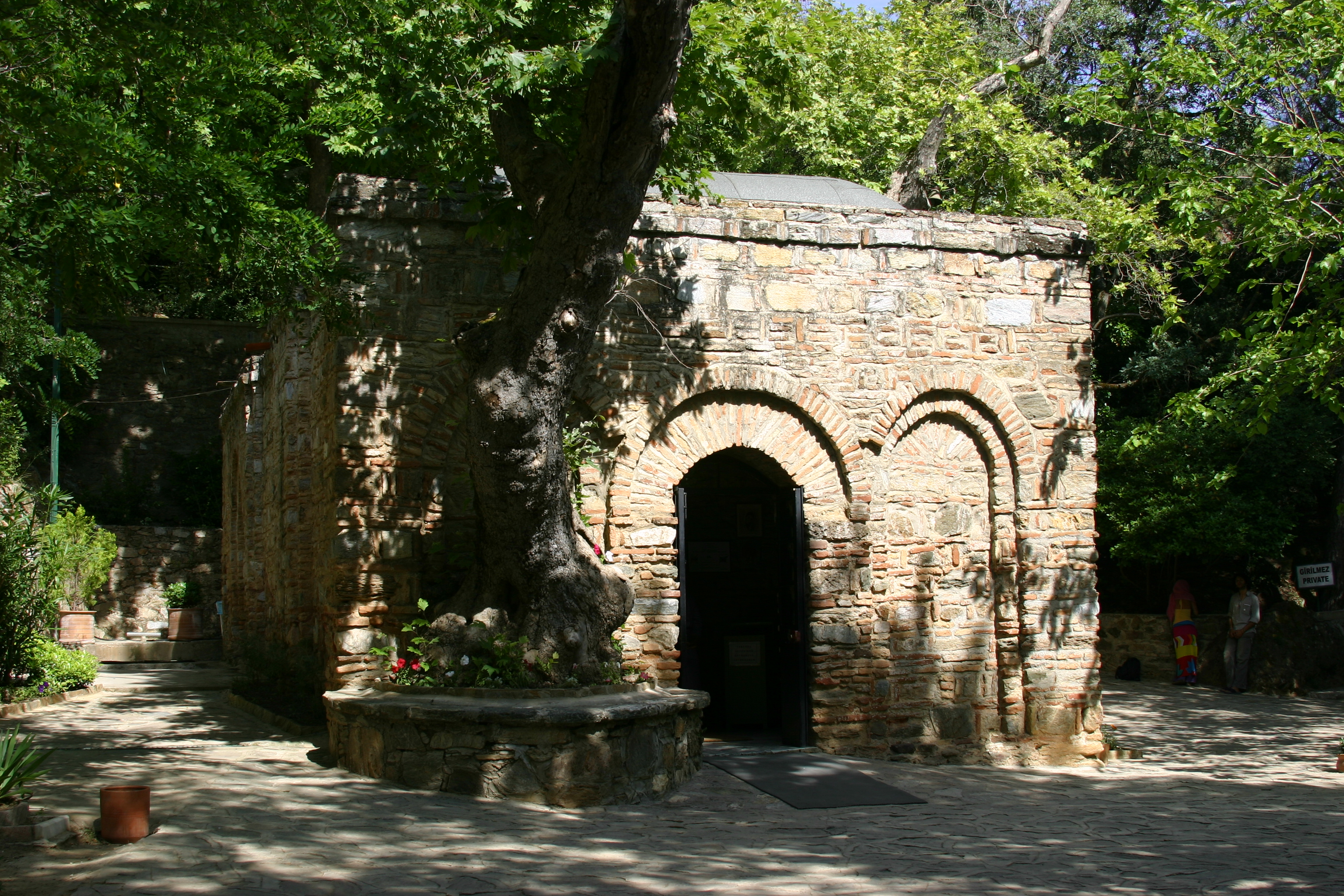
聖母瑪利亞最後之家
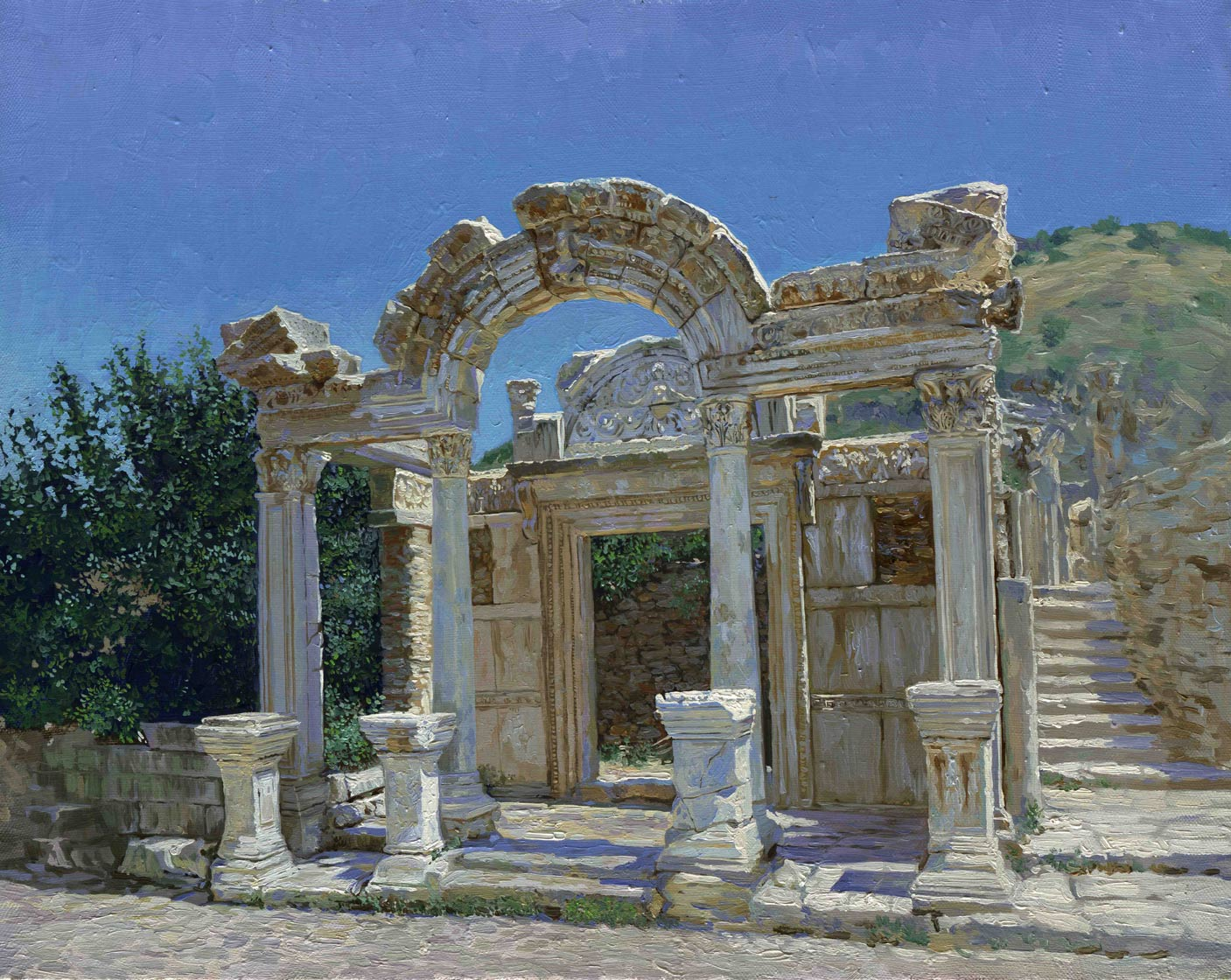
描繪哈德良神廟遺址的風景畫
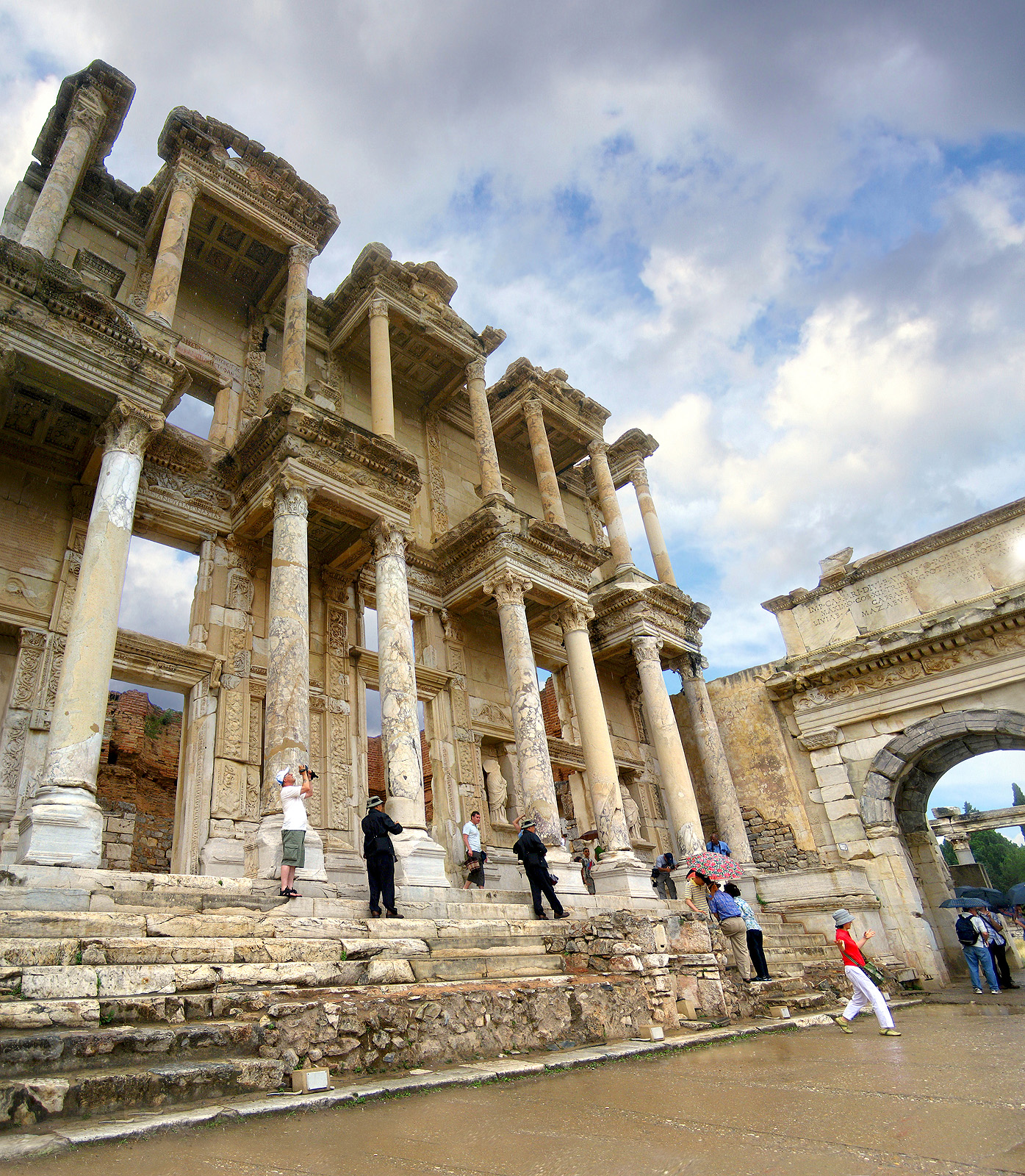
塞尔苏斯图书馆
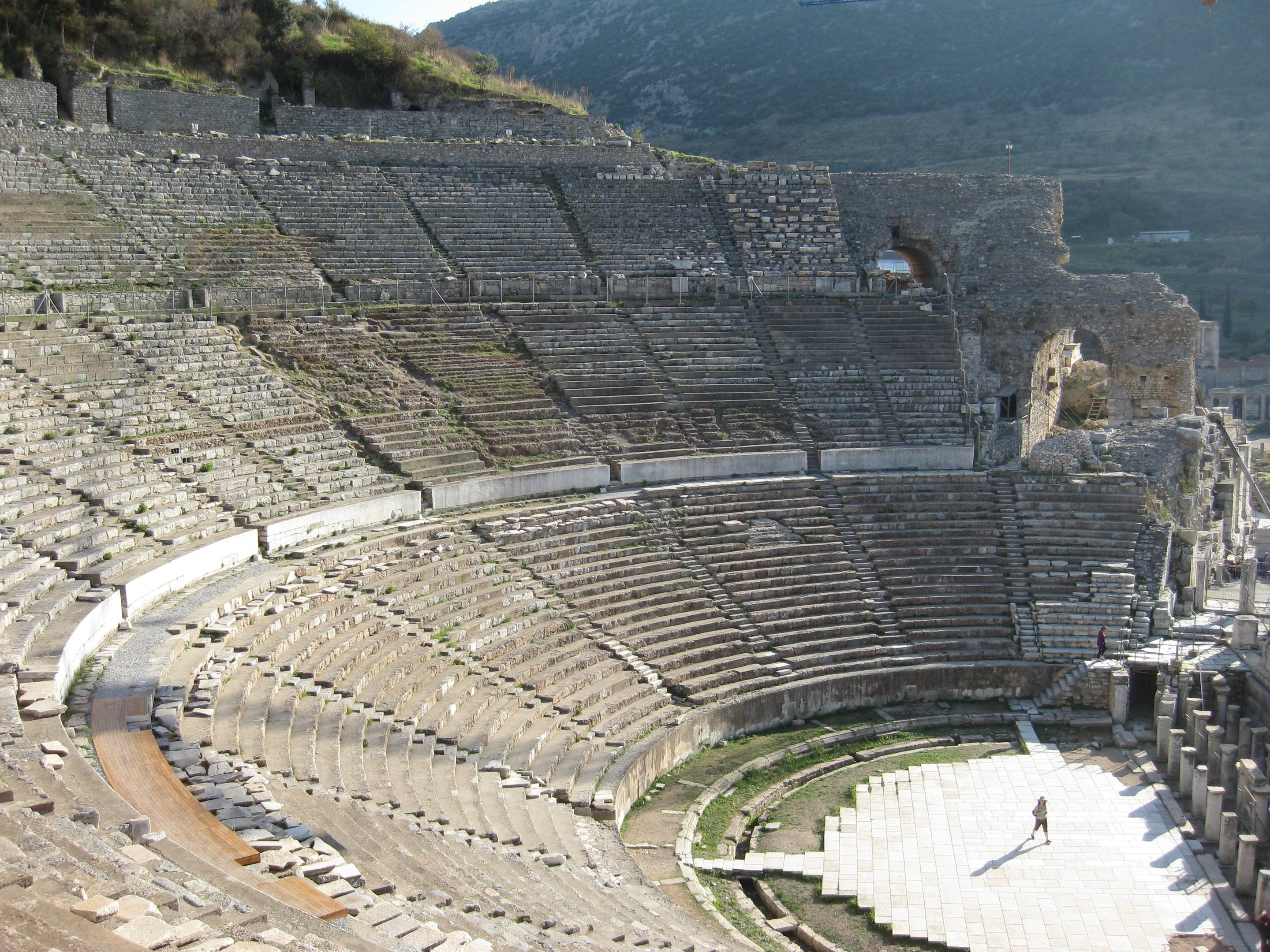
以弗所的古代劇場
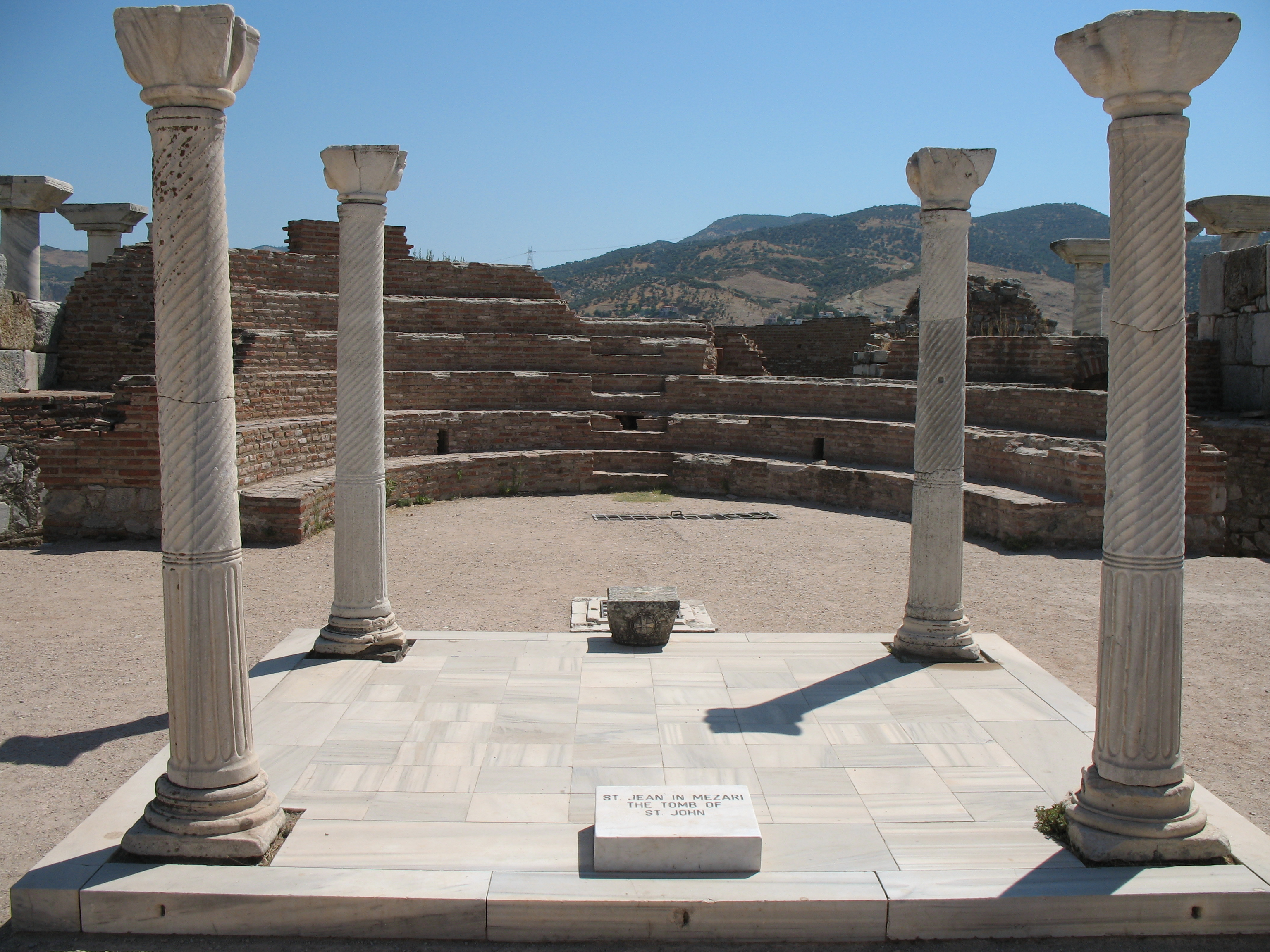
使徒約翰之墓
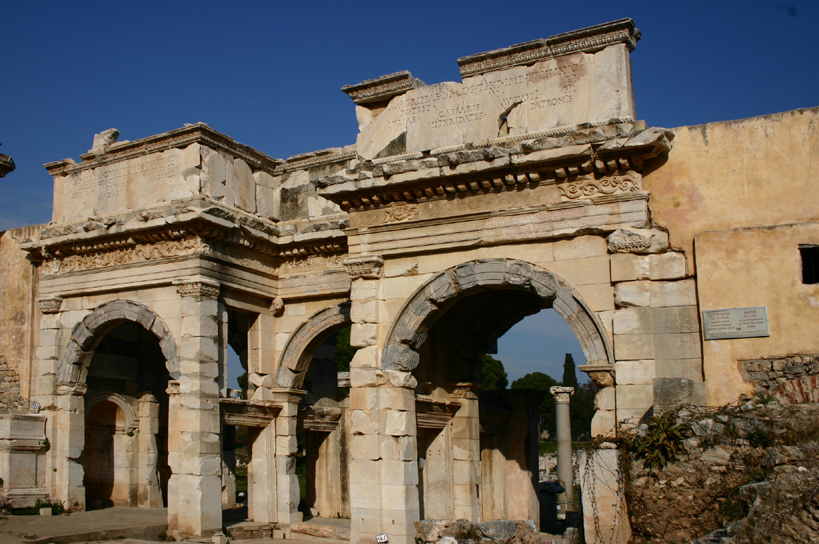
奧古斯都之門